# هوجو اوجی‌تسونا
هوجو اوجی‌تسونا (انگلیسی: Hōjō Ujitsuna; ۱ ژانویهٔ ۱۴۸۷ – ۱۰ اوت ۱۵۴۱) پسر هوجو سوئون سامورایی اهل ژاپن و دومین رهبر خاندان هوجوی اخیر بود. 
او جانشین پدرش (سوزویی ایسه/ موریتوکی ایسه/هوجو سوئون) شد که ولایت‌های ولایت ایزو و ولایت ساگامی را فتح کرده بود و قلمرو خود را به ولایت موساشی، بخشی از ولایت شیموسا و ولایت سوروگا گسترش داد.